# Équipe cycliste Price Your Bike
L'équipe cycliste Price Your Bike est une ancienne équipe cycliste suisse participant aux circuits continentaux de cyclisme et en particulier l'UCI Europe Tour. Fin 2011, l'équipe s'arrête, après six années d'existence.

## Classements UCI
L'équipe participe aux épreuves des circuits continentaux et en particulier de l'UCI Europe Tour. Le tableau ci-dessous présente les classements de l'équipe sur les circuits, ainsi que son meilleur coureur au classement individuel.
UCI America Tour
| Saison | Classement par équipes | Meilleur coureur au classement individuel |
| ------ | ---------------------- | ----------------------------------------- |
| 2009   | 23e                    | Nico Keinath (78e)                        |